# Kamienica przy ulicy Długiej 28 w Krakowie
Kamienica przy ulicy Długiej 28 – zabytkowa kamienica znajdująca się w Krakowie, w dzielnicy I przy ulicy Długiej, na Kleparzu.
Kamienica została wzniesiona w 1898 roku według projektu architekta Jana Dębskiego.
14 września 1988 budynek został wpisany do rejestru zabytków. Znajduje się także w gminnej ewidencji zabytków.